# Persone di cognome Huber
| Questa pagina contiene informazioni ricavate automaticamente dalle voci biografiche con l'ausilio del template Bio e di un bot. L'aggiornamento è periodico e automatico e ricostruisce completamente la pagina. Se manca una persona in questa lista, sei pregato di non aggiungerla, ma accertati piuttosto che la sua voce biografica contenga il template Bio e che i dati anagrafici siano correttamente compilati. Se il template Bio manca, inseriscilo tu stesso o, in alternativa, metti l'avviso {{tmp\|Bio}} che ne segnala la mancanza. Se i dati riportati sono sbagliati, correggi direttamente la voce biografica; le modifiche saranno visibili in questa lista entro pochi giorni. Per chiarimenti vedi il progetto antroponimi. La lista contiene solo le 62 persone che sono citate nell'enciclopedia e per le quali è stato implementato correttamente il template Bio. Pagina aggiornata al 7 ago 2025. |

Questa è una lista di persone presenti nell'enciclopedia che hanno il cognome Huber, suddivise per attività principale.

## Allenatori di calcio(2)
- Adolf Huber, allenatore di calcio e calciatore austriaco (Vienna, n. 1923 - † 1994)
- Lothar Huber, allenatore di calcio e ex calciatore tedesco (Kaiserslautern, n. 1952)

## Allenatori di sci alpino(1)
- Berni Huber, allenatore di sci alpino e ex sciatore alpino tedesco (Obermaiselstein, n. 1967)

## Antifascisti(1)
- Kurt Huber, antifascista tedesco (Coira, n. 1893 - Monaco di Baviera, † 1943)

## Arrampicatori(2)
- Alexander Huber, arrampicatore e alpinista tedesco (Trostberg, n. 1968)
- Thomas Huber, arrampicatore e alpinista tedesco (Palling, n. 1966)

## Attori(2)
- Adam Huber, attore statunitense (Hollidaysburg, n. 1987)
- Charles M. Huber, attore e politico tedesco (Monaco di Baviera, n. 1956)

## Attrici(1)
- Gusti Huber, attrice austriaca (Wieden, n. 1914 - Mount Kisco, † 1993)

## Bobbisti(1)
- Sebastian Huber, bobbista tedesco (Füssen, n. 1901 - Füssen, † 1985)

## Botanici(1)
- Jacques Huber, botanico svizzero (Schleitheim, n. 1867 - Belém, † 1914)

## Calciatori(9)
- Alexander Huber, ex calciatore tagiko (Leninabad, n. 1985)
- Alfred Huber, calciatore tedesco (Istanbul, n. 1910 - † 1986)
- Gustav Huber, calciatore e allenatore di calcio austriaco (n. 1883 - † 1941)
- Lorenz Huber, calciatore tedesco (Offenburg, n. 1906 - Karlsruhe, † 1989)
- Michael Huber, calciatore austriaco (Oberwart, n. 1990)
- Rezső Huber, calciatore ungherese (n. 1903 - † 1952)
- Stefan Huber, ex calciatore svizzero (n. 1966)
- Tomáš Huber, calciatore ceco (Jablonec nad Nisou, n. 1985)
- Willy Huber, calciatore svizzero (Zurigo, n. 1913 - † 1998)

## Cestisti(2)
- Lee Huber, cestista statunitense (Louisville, n. 1919 - Orlando, † 2005)
- Roi Huber, cestista israeliano (Tzoran-Kadima, n. 1997)

## Chimici(1)
- Robert Huber, chimico tedesco (Monaco di Baviera, n. 1937)

## Compositori(2)
- Hans Huber, compositore svizzero (Eppenberg-Wöschnau, n. 1852 - Locarno, † 1921)
- Klaus Huber, compositore svizzero (Berna, n. 1924 - Perugia, † 2017)

## Doppiatrici(1)
- Marisha Ray, doppiatrice e conduttrice televisiva statunitense (Mount Washington, n. 1989)

## Filologi(1)
- Michael Huber, filologo, storico della letteratura e scrittore tedesco (Loitersdorf, n. 1727 - Lipsia, † 1804)

## Generali(1)
- Franz Josef Huber, generale tedesco (Monaco di Baviera, n. 1902 - Monaco di Baviera, † 1975)

## Ginnasti(1)
- Joseph Huber, ginnasta francese (Dornach, n. 1893 - Pfastatt, † 1976)

## Giocatori di football americano(1)
- Kevin Huber, giocatore di football americano statunitense (Cincinnati, n. 1985)

## Giuristi(1)
- Eugen Huber, giurista svizzero (Oberstammheim, n. 1849 - Berna, † 1923)

## Hockeisti su ghiaccio(1)
- Andreas Huber, ex hockeista su ghiaccio e hockeista in-line italiano (Merano, n. 1977)

## Ingegneri(1)
- Tytus Maksymilian Huber, ingegnere polacco (Krościenko nad Dunajcem, n. 1872 - Cracovia, † 1950)

## Matematici(1)
- Daniel Huber, matematico e astronomo svizzero (Basilea, n. 1768 - † 1829)

## Medici(1)
- Wolfgang Huber, medico tedesco (Francoforte sul Meno, n. 1935)

## Militari(1)
- Otto Huber, militare e aviatore italiano (Merano, n. 1901 - Garet el Adesi, † 1929)

## Pallanuotisti(1)
- Thomas Huber, ex pallanuotista tedesco (Stoccarda, n. 1963)

## Pallavolisti(1)
- Norbert Huber, pallavolista polacco (Brzozów, n. 1998)

## Pittori(2)
- Jean Huber, pittore svizzero (Ginevra, n. 1721 - Losanna, † 1786)
- Wolf Huber, pittore, disegnatore e architetto austriaco (Feldkirch - Passavia, † 1553)

## Politici(1)
- Erwin Huber, politico tedesco (Reisbach, n. 1946)

## Presbiteri(1)
- Johan Georg Huber, presbitero svedese (n. 1820 - † 1886)

## Saltatori con gli sci(1)
- Daniel Huber, saltatore con gli sci austriaco (Salisburgo, n. 1993)

## Sciatori alpini(2)
- Herbert Huber, sciatore alpino austriaco (Kitzbühel, n. 1944 - Kitzbühel, † 1970)
- Rudolf Huber, ex sciatore alpino austriaco (n. 1963)

## Sciatrici alpine(3)
- Isabelle Huber, ex sciatrice alpina tedesca (n. 1981)
- Katharina Huber, sciatrice alpina austriaca (Leoben, n. 1995)
- Marina Huber, ex sciatrice alpina tedesca (n. 1979)

## Scrittrici(1)
- Therese Huber, scrittrice tedesca (Göttingen, n. 1764 - Augusta, † 1829)

## Slittinisti(4)
- Arnold Huber, ex slittinista e ex bobbista italiano (Brunico, n. 1967)
- Günther Huber, ex slittinista e ex bobbista italiano (Brunico, n. 1965)
- Norbert Huber, ex slittinista italiano (Brunico, n. 1964)
- Wilfried Huber, ex slittinista italiano (Brunico, n. 1970)

## Snowboarder(2)
- Elias Huber, snowboarder tedesco (Berchtesgaden, n. 1999)
- Nicolas Huber, snowboarder svizzero (Zurigo, n. 1995)

## Statistici(1)
- Peter Jost Huber, statistico svizzero (Wohlen, n. 1934)

## Tenniste(3)
- Anke Huber, ex tennista tedesca (Bruchsal, n. 1974)
- Liezel Huber, ex tennista sudafricana (Durban, n. 1976)
- Petra Huber, ex tennista austriaca (n. 1966)

## Tiratori a volo(1)
- Konrad Huber, tiratore a volo finlandese (Helsinki, n. 1892 - Helsinki, † 1960)

## Wrestler(1)
- Luke Harper, wrestler statunitense (Rochester, n. 1979 - Jacksonville, † 2020)

## Senza attività specificata(1)
- Max Huber, grafico, designer e docente svizzero (Baar, n. 1919 - Mendrisio, † 1992)